# Barneveld (Nueva York)
Barneveld es una villa ubicada en el condado de Oneida en el estado estadounidense de Nueva York. En el año 2000 tenía una población de 332 habitantes y una densidad poblacional de 675 personas por km².

## Geografía
Barneveld se encuentra ubicada en las coordenadas 43°16′27″N 75°11′19″O / 43.27417, -75.18861.

## Demografía
Según la Oficina del Censo en 2000 los ingresos medios por hogar en la localidad eran de $41,071, y los ingresos medios por familia eran $50,000. Los hombres tenían unos ingresos medios de $31,458 frente a los $26,667 para las mujeres. La renta per cápita para la localidad era de $19,459. Alrededor del 4.8% de la población estaban por debajo del umbral de pobreza.